# SS Gothenburg

Le SS Gothenburg est un bateau à vapeur qui a opéré le long des côtes britanniques, puis australiennes et néo-zélandaises. 
En février 1875, il a quitté Darwin, en Australie, en route pour Adelaïde quand il a rencontré un cyclone tropical au large du nord du Queensland. Le navire s'est échoué sur la Grande barrière de corail, au nord-ouest de l'île de Holbourne le 24 février 1875. Les survivants dans l'un des canots de sauvetage ont été secourus deux jours plus tard par le Leichhardt, tandis que les occupants des deux autres canots de sauvetage qui ont réussi à atteindre l'île de Holbourne ont été secourus plusieurs jours plus tard. Vingt-deux hommes ont survécu, tandis qu'entre 98 et 112 autres sont morts, dont un certain nombre de fonctionnaires et dignitaires de haut-rang.

## Description et histoire
Le Gothenburg a été commandé en 1855 après sa construction aux chantiers navals de Lungley à Millwall. Long de 60 mètres et pesant 501 tonnes, il était équipé d'un moteur de combustion au charbon d'une puissance de 120 chevaux. Il a été réarrangé comme barquentine, avec sa cheminée fixée à l'arrière, entre le grand mât et le mât d'artimon. Il était muni de quatre canots de sauvetage, deux à bâbord et deux à tribord.
Son premier propriétaire, la North of Europe Steam Navigation Company, l'a exploité entre Irongate Wharf, près de la Tour de Londres, et la Suède. En 1857, il a été acquis par l'Union-Castle Line et renommé en tant que RMS Celt. En juin 1862, McMerkan, Blackwood and Co. de Melbourne l'ont acheté pour le marché australien et cette année, il a fait un long voyage depuis l'Angleterre jusqu'en Australie à la voile,. C'était l'un des vaisseaux les plus modernes à ouvrer autour des côtes australiennes dans les années 1860, et est devenu un navire populaire car considéré comme fiable. Après de nombreuses années entre l'Australie et la Nouvelle-Zélande, ses propriétaires l'ont transféré au service côtier australien
En 1873, il a été allongé et réaménagé à Adélaïde pour permettre de naviguer sur de plus grandes distances et de transporter plus de passagers et de fret. À la suite de sa modification, il renommé en SS Gothenburg,.

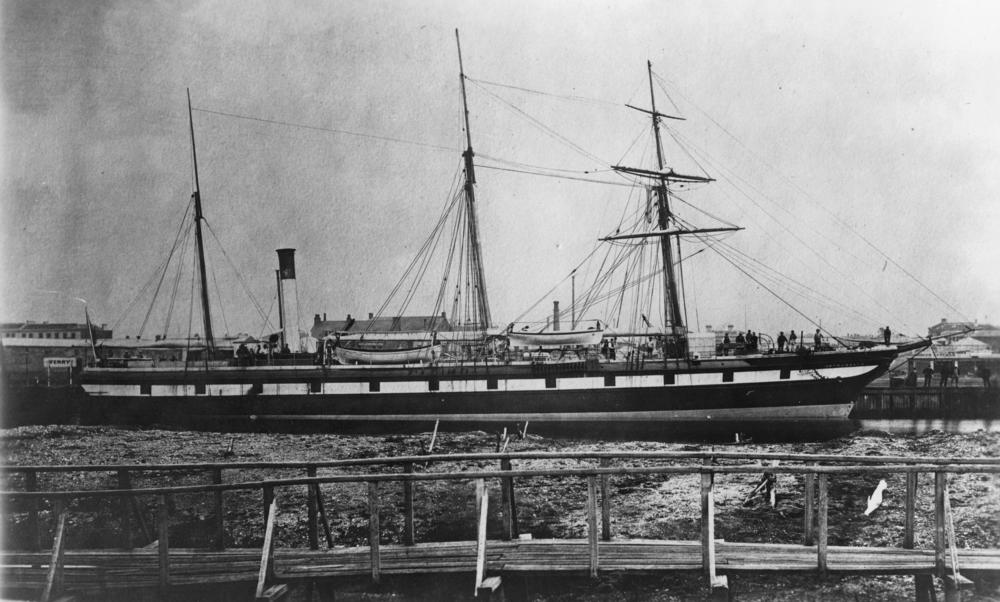
SS Gothenburg, amarré au Port d'Adelaïde après son allongement en 1873.

En novembre 1874, plusieurs armateurs ont été engagés sous contrat pour deux ans par le gouvernement de l’Australie du Sud, pour fournir dix allers-retours entre la capitale coloniale de la ville d'Adélaïde et son extrême avant-poste, Port Darwin. Port Darwin a ressenti les effets d'une ruée vers l'or à Pine Creek et s'est développé rapidement comme un poste de commerce avec les Indes néerlandaises. Cependant, toutes les banques locales envoyaient leur argent, ainsi que la paperasse gouvernementale et la Royal Mail, autour de la côte est à Adélaïde. À la réussite de chaque voyage, le gouvernement de l'Australie du Sud devait payer 1 000 livres sterling aux propriétaires.

### Survivants connus de la liste d'équipage
| Nom                           | Commentaires                         | Status    |
| ----------------------------- | ------------------------------------ | --------- |
| Anderson, John                | Troisième ingénieur                  | mort      |
| Bilts, Richard                | Marin                                | Survivant |
| Bond, P.S.                    | Steward                              | Mort<     |
| Brazil, Robert (Paddy)        | Pompier                              | Survivant |
| Brown, Charles, T.            | Steward                              | Mort      |
| Burns, William                | Soutier                              | Survivant |
| Butler or Butter, Thomas      | Marin                                | Mort      |
| Cheese, George, S.            | Steward                              | Mort      |
| Clark, William                | Pompier                              | Mort      |
| Cooper, George                | Pompier                              | Survivant |
| Davies or Davis, R. F.        | Chief Officer                        | Mort      |
| Delaney, John                 | Pompier                              | Mort      |
| Flegg, John                   | Pompier                              | Mort      |
| Falk, William, F.             | Marin                                | Survivant |
| Green, Charles                | Second Ingénieur                     | Mort      |
| Griffiths, William (Bill)     | Marin confirmé                       | Survivant |
| Hodness or Hodnett, James     | Chef cuisinier                       | Mort      |
| Halminson, Salin or Salve     | Marin                                | Survivant |
| Hudson, Joseph                | Pompier                              | Survivant |
| Hunter, Adam                  | Pompier                              | Mort      |
| Jackson or Jeakson, Charles   | Marin                                | Mort      |
| Marks, James                  | Marin                                | Survivant |
| McDermott or Dermott, Charles | Cuisinier                            | Mort      |
| Nelson, Harry                 | Steward                              | Survivant |
| Nock, W. C.                   | Steward                              | Mort      |
| Pearce, R.G.A. (James)        | Capitaine                            | Mort      |
| Peverren, A.                  | Marin                                | Mort      |
| Randall, William              | Cuisinier                            | Mort      |
| Reynolds, Jack                | Marin                                | Survivant |
| Robertson, M.A.               | Hôtesse, seule membre féminin à bord | Morte     |
| Rosena, Gustave               | Pompier                              | Mort      |
| Ross or Rose, David           | Charpentier                          | Mort      |
| Short, David                  | Chef moteur                          | Mort      |
| Smith, James                  | Steward                              | Mort      |
| Stephens or Stevens, R.       | Officier en second                   | Mort      |
| Tyrrell, James                | Pompier                              | Mort<     |
| Wylie, David                  | Marin                                | Survivant |